# Schellenberg (Taunus)
Der Schellenberg ist ein 554,3 m ü. NHN hoher Berg im Taunus. Er liegt in der Gemeinde Schmitten im hessischen Hochtaunuskreis zwischen den Ortsteilen Schmitten und Dorfweil. 
In Richtung Westen finden sich mehrere kleinere Felsen und Klippen. Der Gipfel liegt ebenfalls auf einer kleinen Klippe. Auf dem Berg wachsen in Gipfelnähe außergewöhnlich viele Lärchen. Sonst kommen an den teils steilen Hängen überwiegend Fichten, Buchen und Eichen vor. An der Westseite befindet sich am Ortseingang von Schmitten der Wiegerfelsen.
Am 18. und 19. Januar 2007 richtete der Orkan Kyrill auch im Taunus erhebliche Schäden an. An der Nordwestseite des Berges entstand eine große Windschneise.